# قضاء عيرا ويرقا
قضاء عيرا ويرقا قضاء يقع في لواء قصبة السلط، محافظة البلقاء في الأردن. ينتمي القضاء للواء قصبة السلط الذي يضم 4 أقضية. يقدر عدد سكانه بـ 11139 نسمة حسب إحصاء 2015.

## الوصلات الخارجية
- دائرة الاحصاءات العامة